# (73713) 1992 RW6
(73713) 1992 RW6 – planetoida z pasa głównego asteroid okrążająca Słońce w ciągu 4,89 lat w średniej odległości 2,88 j.a. Odkryta 2 września 1992 roku.